# بلاك بيري بيرل
بلاك بيري بيرل (بالإنجليزية: BlackBerry Pearl)‏ هو هاتف ذكي من بلاك بيري يعمل بنظام بلاك بيري، تم طرحه في الأسواق في 12 سبتمبر 2006.

## الخصائص
- نظام التشغيل: بلاك بيري
- الشاشة: إل سي دي 240×260
- الوزن: 90.7 غرام
- الذاكرة: 64 ميجابايت